# USIM-карта
USIM-карта (від англ. Universal Subscriber Identity Module) — розширений стандарт SIM-карти (Subscriber Identity Module), прийнятий в рамках LTE (Long Term Evolution), європейського стандарту мобільного зв'язку четвертого покоління (4G).

## Пов'язані стандарти
Крім USIM, в рамках UMTS прийнято:
- UICC (Universal Integrated Circuit Card) — розширений стандарт мікропроцесорної карти (смарт-карти, ICC-карти) для реалізації USIM.
- UPIN-код — розширений стандарт PIN-коду
- UPUK-код — розширений стандарт PUK-коду

та інше.

## Основні функції USIM-карти
- взаємодія з мережею стандартів GSM, UMTS;
- автентифікація (встановлення автентичності USIM та автентичності базової станції);
- забезпечення норм безпеки (конфіденційність даних користувача, шифрування та забезпечення цілісності даних, зберігання ключів автентифікації і шифрування PKI, визначення різних рівнів безпеки);
- вибір і забезпечення послуг, що надаються через мобільну мережу, а саме: отримання списку послуг, перевірка повноважень доступу, управління персоналізацією послуг, інформація про їх кредитну вартість, обчислення вартості послуг в обраній валюті, інформація про місцезнаходження користувача у вигляді тимчасового ідентифікатора мобільного користувача — TMSI, інформація про режим роботи (тип мережі, обладнання), фіксація часу дзвінка, список імен точок доступу, меню, яке налаштовується, ідентифікація зображень (формат, параметри дозволу), підтримання синхронізації з зовнішніми базами даних;
- телефонна книга (500 телефонних номерів, номерів факсів, телефонів екстрених викликів, адреси електронної пошти, операції вибору номерів з телефонної книги, параметри викликів);
- дані користувача (клас контролю управління доступом з урахуванням пріоритету тощо);
- параметри мережі (несучі частоти сот тощо);

## У USIM-карті містяться
- алгоритми і дані для взаємодії з мережами стандартів GSM і UMTS;
- алгоритми і ключі ідентифікації;
- телефонна книга;
- підписні дані на послуги;
- дані користувача;